# Anna Felicitas Sarholz
Anna Felicitas Sarholz (* 5. Juli 1992 in Köln) ist eine deutsche Fußballspielerin.

## Spielerkarriere

### Vereine

#### 1. FFC Turbine Potsdam
Sarholz begann ihre Karriere als Stürmerin beim SV Bübingen 09. Nach einer Zwischenstation bei SV Germania 08 Roßlau wechselte sie 2006 in die Jugendmannschaft des 1. FFC Turbine Potsdam. Mit der B-Jugendmannschaft gewann sie 2008 und 2009 die Meisterschaft. Im 2009er Endspiel gegen den FCR 2001 Duisburg hielt sie beim Stand von 1:1 und 4:4 im Elfmeterschießen zwei Elfmeter und verwandelte den entscheidenden und siegbringenden zum 5:4 selbst.
Noch als B-Juniorin rückte sie in die erste Mannschaft auf, für die sie am 20. September 2009 ihr Pflichtspieldebüt gab. Im Bundesligaauftaktspiel beim 3:0-Sieg im Auswärtsspiel gegen den 1. FC Saarbrücken wurde sie in der 85. Minute für die verletzte Stammtorhüterin Desirée Schumann eingewechselt. Sie wurde danach in acht weiteren Punkt- und zwei Pokalspielen der Saison eingesetzt. Bis zum Saisonende 2014/15 bestritt sie weitere 23 Punkt- und vier Pokalspiele. Des Weiteren wurde sie in elf Spielen des Champions-League-Wettbewerbs und fünf Spielen der Gruppe 2 des Wettbewerbs um den Bundesliga-Cup eingesetzt. Ihr sechstes Spiel war das Finale gegen den Sieger der Gruppe 1, das der FC Bayern München mit 2:1 für sich entschied.
Darüber hinaus nahm sie mit ihrer Mannschaft fünfmal am Wettbewerb um den DFB-Hallenpokal teil, den sie dreimal mit ihr gewann.
Während ihrer Vereinszugehörigkeit trug sie zum größten Erfolg ihrer Mannschaft bei – den Pokalerfolg im erstmals ausgetragenen Wettbewerb der UEFA Women’s Champions League. Im Elfmeterschießen wehrte sie zwei Schüsse ab und verwandelte ihren Schuss. Schon im Halbfinale hatte sie mit drei abgewehrten Elfmetern gegen den FCR Duisburg den Weg ins Finale geebnet.
Im Sommer 2011 fiel sie zunächst nach einem Mittelfußbruch aus. Wenige Wochen später erlitt sie nach einem Sturz mit dem Fahrrad einen Kahnbeinbruch an der linken Hand. Ende Januar 2012 brach ihr Kahnbein erneut. Am 21. April 2015 gab Sarholz bekannt, dass ihre Vertragslaufzeit in Potsdam nicht verlängert wurde.

#### SV Babelsberg, RB Leipzig, FC Viktoria 1889 Berlin
Am 19. Mai 2015 unterzeichnete sie mit dem SV Babelsberg 03 einen Lizenzspielervertrag für die Saison 2015/16. Für den Verein bestritt sie 32 von 34 Saisonspielen in der drittklassigen Regionalliga Nordost, in denen sie neun Tore beisteuerte.
Nach einer sieben Monate währenden Zeit ohne Verein erhielt sie im Februar 2018 einen bis zum 30. Juni 2020 datierten Vertrag beim Spielklassenneuling RB Leipzig in der Regionalliga Nordost. Im Zeitraum vom 28. Oktober 2018 bis zum 3. März 2019 fand sie in fünf Punktspielen Berücksichtigung. Mit Ablauf der Vertragslaufzeit beendete sie ihre Spielerkarriere – zunächst.
Am 22. März 2023 wurde sie von der aufstrebenden Frauenfußballabteilung des FC Viktoria 1889 Berlin überzeugt, sich den sportlichen Zielen des Vereins zu stellen und diese mit zu verwirklichen. Aus der seit Januar 2023 tätigen Torwarttrainerin wurde nunmehr die dritte Torhüterin der ersten Mannschaft.

### Nationalmannschaft
Sarholz debütierte als Nationalspielerin für die U15-Nationalmannschaft, die am 15. August 2007 das in Freundschaft ausgetragene Länderspiel gegen die U15-Nationalmannschaft Irlands mit 2:0 gewann. Zwei Tage später erlebte sie den 9:0-Sieg über die U15-Nationalmannschaft Russlands spielerisch mit, nachdem sie zur zweiten Halbzeit für Lisa Schmitz eingewechselt worden war.
Für die U16-Nationalmannschaft kam sie vom 30. Oktober 2007 bis zum 5. Juli 2008 in vier in Freundschaft ausgetragenen Länderspielen gegen die U16-Nationalmannschaften Frankreichs (2×), Norwegens und Dänemarks zum Einsatz und blieb bei 24:0 Toren ohne Gegentor.
Die meisten Länderspiele bestritt sie für die U17-Nationalmannschaft, für die sie am 31. Januar 2008 beim 5:1-Sieg in Australien gegen die U17-Nationalmannschaft des Landes debütierte.
Nachdem sie am 10. April und 12. April 2008 in zwei von drei EM-Qualifikationsspielen ohne Gegentor (7:0) geblieben war, nahm sie mit ihrer Mannschaft an der in der Schweiz ausgetragenen Europameisterschaft teil. Mit zwei Siegen in der Finalrunde (1:0 gegen Dänemark und 3:0 gegen Frankreich), gewann sie mit ihrer Mannschaft den Europameistertitel. Ein Jahr später gewann sie mit der Mannschaft den Titel erneut, nachdem sie zwei Spiele der ersten Qualifikationsrunde in der EM-Qualifikationsgruppe 6 und zwei Spiele der zweiten Qualifikationsrunde – jeweils ohne Gegentor – bestritten hatte. In der Finalrunde wurden die U17-Nationalmannschaften Frankreichs und Spaniens mit 4:1 und 7:0 bezwungen. Zwischen den beiden Europameisterschaftsteilnahmen, die von Erfolg gekrönt waren, nahm sie mit der U17-Nationalmannschaft auch an der vom 28. Oktober bis zum 16. November 2008 in Neuseeland ausgetragenen Weltmeisterschaft teil. Nach den ersten beiden Spielen der Gruppe B kam sie in der Finalrunde in den Begegnungen mit Kanada und den Vereinigten Staaten zum Einsatz. Im Spiel um Platz 3 hütete Almuth Schult das Tor.
Aus persönlichen Gründen verzichtete sie auf die Teilnahme an der U19-Europameisterschaft 2010. Ihre kurzfristige Absage führte zu Differenzen mit dem DFB und hatte zur Folge, dass sie zu weiteren Lehrgängen der Juniorinnen-Nationalteams nicht mehr eingeladen wurde. Zwei Jahre später, im September 2012, äußerte sich Sarholz zum ersten Mal öffentlich zu diesen Differenzen. Dabei gab sie persönliche Fehler zu und warb gleichzeitig um Verständnis für ihre damalige Situation.

### Erfolge
Nationalmannschaft
- Dritter U17-Weltmeisterschaft 2008
- U17-Europameister 2008, 2009

1. FFC Turbine Potsdam
- Champions-League-Sieger 2010
- Deutscher Meister 2009, 2010, 2011
- DFB-Hallenpokal-Sieger 2010, 2013, 2014
- Finalist Bundesliga-Cup 2011
- Deutscher B-Juniorinnen-Meister 2008, 2009

### Auszeichnungen
- Am Ende des Turniers um den DFB-Hallenpokal 2013 wurde Sarholz als beste Torhüterin ausgezeichnet.
- Im September 2010 wurde Sarholz mit der Goldenen Henne in der Kategorie „Aufsteigerin des Jahres“ ausgezeichnet.

## Trainerkarriere
Von Herbst 2015 bis ins Jahr 2017 nahm sie neben ihrer aktiven Spielkarriere das Traineramt im Jugendbereich des SV Babelsberg 03 wahr und trainierte die die weibliche E-Jugend. In der Saison 2017/18 trainierte sie die Torhüter im Jugendbereich des Berliner AK 07. Sechs Monate später wurde sie Torwarttrainerin und „Stand-by-Spielerin“ der Frauenfußballabteilung von RB Leipzig. Mit Ablauf der Saison 2020/21 beendete sie ihre Tätigkeit, mit der Absicht sich beruflich verändern zu wollen. Von Januar bis Juni 2023 übte sie abermals die Tätigkeit einer Torwarttrainerin aus – beim FC Viktoria 1889 Berlin.

## Sonstiges
Sarholz war Schülerin an der Sportschule Potsdam „Friedrich Ludwig Jahn“. Anfang 2008 musste sie beinahe ihre Karriere beenden, nachdem Ärzte bei ihr eine Herzmuskelentzündung festgestellt hatten.

## Videolinks
- Porträt auf kicker.tv

| Personendaten    | Personendaten             |
| ---------------- | ------------------------- |
| NAME             | Sarholz, Anna Felicitas   |
| KURZBESCHREIBUNG | deutsche Fußballspielerin |
| GEBURTSDATUM     | 5. Juli 1992              |
| GEBURTSORT       | Köln, Deutschland         |